# Nalanda (stad)
Nalanda is een historische stad in Bihar, India, 97 km zuidoostelijk van de hoofdstad Patna. Nalanda was een groot boeddhistisch kloostercomplex, dat gedurende een groot deel van de middeleeuwen een beroemde universiteit huisvestte, die toen waarschijnlijk de grootste onderwijsinstelling ter wereld was. Heden ten dage is de stad niet meer bewoond. Nalanda is belangrijk in de geschiedenis van India en de geschiedenis van het boeddhisme. Nalanda werd in een van de toespraken van de Boeddha beschreven als invloedrijk, zowel rijk als met een grote bevolking, waarvan veel mensen vertrouwen hebben in de Gezegende (Boeddha). Nalanda betekent aalmoezen zonder einde.

## Historische personen in Nalanda
Mahavira, de oprichter van het jaïnisme, bereikte moksha (bevrijding) in Pavapuri, een onderdeel van Nalanda, maar de stad is bekender als centrum van het boeddhisme. Gautama Boeddha heeft de stad verschillende keren bezocht en lezingen gegeven bij het mangobos van Pavarika. Het was ook in Nalanda dat Sariputta, een van de twee voornaamste discipelen van de Boeddha, geboren werd en zijn parinirvana bereikte. Ook bevestigde Sariputta in Nalanda zijn vertrouwen in de Boeddha en de dhamma, wat wel Sariputta's leeuwenbrul genoemd wordt. In de 2e eeuw na Chr. was de beroemde boeddhistische commentator Nagarjuna leraar in een klooster in Nalanda.

## De universiteit van Nalanda
Tijdens het bewind van de Gupta-koning Kumaragupta I (415-456) werd de beroemde universiteit van Nalanda gesticht en werd een belangrijk centrum voor boeddhistisch onderwijs. In de hoogtijdagen studeerden er naar schatting 10.000 studenten bij 1000 leraren. Er waren zes tempels en zeven kloosters. De bibliotheek, die negen verdiepingen telde, bevatte naar verluidt 9.000.000 boeken. De Chinese pelgrim Xuanzang heeft in de 7e eeuw gedetailleerde verslagen van de universiteit nagelaten.
Wat tegenwoordig Tibetaans Boeddhisme (Vajrayana) wordt genoemd, heeft zijn oorsprong in de Nalanda-universiteit en de leraren die daar tussen 9e tot 12e eeuw geleefd hebben. Ook het mahayana, de richting die beoefend wordt in Vietnam, China, Korea en Japan, werd op de universiteit van Nalanda onderwezen, evenals verschillende van de vroege boeddhistische scholen, waaronder het Theravada, dat tegenwoordig vooral beoefend wordt in Sri Lanka, Myanmar, Thailand en Cambodja.

## Vernietiging van Nalanda
In 1193 werd de universiteit tijdens de islamitische invasie van India onder aanvoering van Muhammad Khilji geplunderd en volledig vernietigd. Deze verwoesting droeg in sterke mate bij tot het verval van het boeddhisme in India. De stad was niet compleet verlaten, want in 1235 vond een pelgrim nog een 90-jarige leraar met 70 studenten in de stad. Een brahmaan in de buurt ondersteunde hen, want de leraar wilde pas de stad verlaten nadat alle studenten geslaagd waren.

## Nalanda in het heden
Vele ruïnes zijn overgebleven en er bevinden zich ook Hindoe tempels zoals de Surya Mandir. Ongeveer 150.000 m² is uitgegraven, maar volgens sommige schattingen is 90% nog niet uitgegraven. In het museum worden vele documenten en kunstvoorwerpen tentoongesteld die gevonden zijn.
In 1951 is er een theravada boeddhistisch centrum opgericht in de buurt en de bedoeling is een universiteit op kleinere schaal te stichten. In 2007 werd bekend dat een internationaal verband van voornamelijk boeddhistische en hindoeïstische landen, onder leiding van Singapore, een bedrag van een miljard dollar willen verzamelen om hiermee een nieuwe internationale universiteit in Nalanda te stichten. Dit lijkt veel op het internationale initiatief dat leidde tot de inmiddels gerealiseerde herstichting (2003) van de beroemde helleense Bibliotheek van Alexandrië in Egypte.